# Beth Nielsen Chapman
Beth Nielsen Chapman, (née le 14 septembre 1958 à Harlingen au Texas, aux États-Unis) est une chanteuse-compositrice dans le style musique country et pop.
En 1976, Beth joue avec un groupe de Rock et de Pop appelé la "Harmony" à Montgomery, AL.Beth Nielsen Chapman remplace Tommy Shaw qui a quitté le groupe pour rejoindre Styx. Elle  joue de la guitare acoustique et du  piano et fournit des vocals pour le groupe.